# Хлевиська (Куявсько-Поморське воєводство)
Хлевиська (пол. Chlewiska) — село в Польщі, у гміні Домброва-Біскупія Іновроцлавського повіту Куявсько-Поморського воєводства.
Населення — 169 осіб (2011).
У 1975-1998 роках село належало до Бидгощського воєводства.

## Демографія
Демографічна структура станом на 31 березня 2011 року:
|          | Загалом | Допрацездатний вік | Працездатний вік | Постпрацездатний вік |
| -------- | ------- | ------------------ | ---------------- | -------------------- |
| Чоловіки | 87      | 19                 | 59               | 9                    |
| Жінки    | 82      | 21                 | 45               | 16                   |
| Разом    | 169     | 40                 | 104              | 25                   |